# Diego Pérez (calciatore)
Diego Fernando Pérez Aguado (Montevideo, 18 maggio 1980) è un allenatore di calcio ed ex calciatore uruguaiano, di ruolo centrocampista.
Viene soprannominato El Ruso, soprannome datogli dalla madre poiché aveva la pelle molto chiara.

Le prestazioni con la propria nazionale, della quale è stato spesso capitano, e le sue qualità caratteriali e tecniche hanno valso a Pérez l'ammirazione dei tifosi uruguagi, che gli hanno dedicato un sito, alla stregua dei Chuck Norris facts, con una raccolta delle sue "imprese".

## Carriera

### Club

#### In patria
Si forma nel Defensor Sporting, dove approda all'età di 19 anni e dove rimane per 4 stagioni disputando 95 partite e segnando 8 volte. Passa poi agli storici rivali del Peñarol di Montevideo (la squadra più titolata d'Uruguay) nel 2003.
Qui disputa solamente 13 partite a causa del trasferimento in Europa nelle file del Monaco, di cui diventa il regista arretrato.

#### In Francia
Nel 2004 si trasferisce dunque al Monaco appena reduce dalla sconfitta nella finale della Champions League. Qui si trova a dover contendere la maglia di titolare con centrocampisti quali Lucas Bernardi, Akīs Zīkos e Gerard López, riuscendo comunque ad imporsi come titolare fisso a partire dalla stagione 2005-2006, nella quale la squadra è allenata da Guidolin. Resta a Monaco per 6 stagioni, nelle quali totalizza complessivamente 181 presenze e 5 goal in Ligue 1, 8 presenze in Champions League e 3 in Europa League.

#### Bologna
Il 31 agosto 2010 viene acquistato a titolo definitivo dal Bologna nelle ultime ore di calciomercato. I termini economici dell'affare non sono mai stati resi pubblici. Il presidente del Palermo Maurizio Zamparini, dopo averlo lungamente inseguito, in un'intervista ha rilevato che è stato lo stesso Perez a preferire la destinazione felsinea. Il suo arrivo al Bologna va ad arricchire la colonia di giocatori uruguaiani presente in rossoblu nella stagione 2010-2011, formata da Miguel Ángel Britos, Henry Giménez, dal diciannovenne trequartista Gastón Ramírez e da Bruno Montelongo nel girone di ritorno.
Il suo contratto da 1.1 milioni all'anno lo rende il giocatore più pagato della rosa di quell'anno assieme al capitano Marco Di Vaio. Debutta con la maglia rosso-blu nella partita persa per 3-1 contro la Lazio.
Conclude la sua prima stagione con la maglia del Bologna con 28 presenze in Serie A, dopo aver sofferto anche di alcuni problemi fisici. Nonostante le sue caratteristiche fortemente difensive nel suo primo anno rossoblu riesce a fornire 3 assist che lo rendono il miglior assist-man rossoblu assieme a Riccardo Meggiorini. Dopo essersi svincolato il 30 giugno 2013 dal Bologna, ritorna il 17 agosto, firmando un biennale. Nella stagione successiva veste i gradi di capitano. A causa di non chiariti problemi fisici, è costretto a disertare le ultime partite della stagione, terminata con la retrocessione del Bologna in serie B. Durante l'estate 2014 non viene inserito nella rosa ufficiale e non partecipa al ritiro estivo. Viene reintegrato il 17 settembre dopo 3 giornate di campionato.
Al termine della stagione 2014-2015 il suo contratto non viene rinnovato, Pérez si ritrova dunque svincolato.
L'11 luglio 2015 decide di ritirarsi dal calcio giocato dopo 16 anni di carriera, di cui 11 in Europa.

### Nazionale
È stato un pilastro della Nazionale di calcio dell'Uruguay, nella quale ha esordito nel 2001 a soli 21 anni. ha disputato con la maglia celeste quattro edizioni della Copa América, quelle del 2001, 2004, 2007 e 2011, nelle quali la nazionale sudamericana si è qualificata rispettivamente quarta, terza, ancora quarta e prima. Ha inoltre partecipato al Mondiale di calcio 2010 svoltosi in Sudafrica, dove l'Uruguay è arrivato in semifinale (risultato che non raggiungeva da Messico 1970) venendo eliminato dai Paesi Bassi.
Pérez al Mondiale ha disputato tutte e 7 le partite della nazionale uruguaiana, compresa la finale per il terzo-quarto posto persa contro la Germania per 3-2. Ha segnato il suo primo goal in Nazionale nei quarti di finale della Copa América 2011 contro l'Argentina, e nella stessa partita è stato anche espulso. La partita è terminata con la vittoria dell'Uruguay ai rigori dopo che nei tempi regolamentari e supplementari il punteggio era rimasto fermo sull'1-1.
Perez è stato poi schierato come titolare nella vittoriosa finale contro il Paraguay che ha laureato l'Uruguay per la quindicesima volta campione del Sudamerica (una in più dell'Argentina e sette volte in più del Brasile). Al termine della competizione Perez può contare ben 71 presenze, che lo rendono quinto Uruguaiano nella storia come presenze in nazionale, a sole 13 presenze dal primatista Diego Forlán. Con 87 collezionate finora e 2 gol realizzati (uno nella Copa America poi vinta nei quarti di finale contro l'Argentina e uno in Confederations Cup), è il secondo giocatore in assoluto con più presenze nell'Uruguay. Nell'edizione 2014 dei Mondiali di calcio disputatisi in Brasile è inserito nella rosa dei convocati ma non colleziona nessuna presenza.

### Allenatore
Nel 2015, subito dopo essersi ritirato, diventa vice allenatore della Primavera del Bologna.

## Statistiche

### Presenze e reti nei club
Statistiche aggiornate al 25 marzo 2015
| Stagione                 | Squadra                  | Campionato               | Campionato | Campionato | Coppe nazionali | Coppe nazionali | Coppe nazionali | Coppe continentali | Coppe continentali | Coppe continentali | Altre coppe | Altre coppe | Altre coppe | Totale | Totale |
| Stagione                 | Squadra                  | Comp                     | Pres       | Reti       | Comp            | Pres            | Reti            | Comp               | Pres               | Reti               | Comp        | Pres        | Reti        | Pres   | Reti   |
| ------------------------ | ------------------------ | ------------------------ | ---------- | ---------- | --------------- | --------------- | --------------- | ------------------ | ------------------ | ------------------ | ----------- | ----------- | ----------- | ------ | ------ |
| 1999                     | Defensor Sporting        | PD                       | 4          | 0          |                 | -               | -               |                    | -                  | -                  |             | -           | -           | 4      | 0      |
| 2000                     | Defensor Sporting        | PD                       | 33         | 4          |                 | -               | -               |                    | -                  | -                  |             | -           | -           | 33     | 4      |
| 2001                     | Defensor Sporting        | PD                       | 32         | 3          |                 | -               | -               |                    | -                  | -                  |             | -           | -           | 32     | 3      |
| 2002                     | Defensor Sporting        | PD                       | 26         | 1          |                 | -               | -               |                    | -                  | -                  |             | -           | -           | 26     | 1      |
| 2003                     | Defensor Sporting        | PD                       | 37         | 4          |                 | -               | -               |                    | -                  | -                  |             | -           | -           | 37     | 4      |
| Totale Defensor Sporting | Totale Defensor Sporting | Totale Defensor Sporting | 132        | 12         |                 |                 |                 |                    |                    |                    |             |             |             | 132    | 12     |
| 2003-2004                | Peñarol                  | PD                       | 13         | 2          |                 | -               | -               |                    | -                  | -                  |             | -           | -           | 13     | 2      |
| 2004-2005                | Monaco                   | L1                       | 29         | 0          | CF+CdL          | 0+0             | 0+0             | UCL                | 6                  | 0                  |             | -           | -           | 35     | 0      |
| 2005-2006                | Monaco                   | L1                       | 22         | 0          | CF+CdL          | 0+0             | 0+0             | CU                 | 3                  | 0                  |             | -           | -           | 25     | 0      |
| 2006-2007                | Monaco                   | L1                       | 25         | 2          | CF+CdL          | 0+0             | 0+0             |                    | -                  | -                  |             | -           | -           | 25     | 2      |
| 2007-2008                | Monaco                   | L1                       | 25         | 0          | CF+CdL          | 0+0             | 0+0             |                    | -                  | -                  |             | -           | -           | 25     | 0      |
| 2008-2009                | Monaco                   | L1                       | 22         | 0          | CF+CdL          | 3+1             | 0+0             |                    | -                  | -                  |             | -           | -           | 26     | 0      |
| 2009-2010                | Monaco                   | L1                       | 23         | 0          | CF+CdL          | 5+1             | 0+0             |                    | -                  | -                  |             | -           | -           | 29     | 0      |
| Totale Monaco            | Totale Monaco            | Totale Monaco            | 146        | 2          |                 | 10              | 0               |                    | 9                  | 0                  |             |             |             | 165    | 2      |
| 2010-2011                | Bologna                  | A                        | 27         | 0          | CI              | 1               | 0               |                    | -                  | -                  |             | -           | -           | 28     | 0      |
| 2011-2012                | Bologna                  | A                        | 28         | 0          | CI              | 2               | 0               |                    | -                  | -                  |             | -           | -           | 30     | 0      |
| 2012-2013                | Bologna                  | A                        | 23         | 0          | CI              | 2               | 0               |                    | -                  | -                  |             | -           | -           | 25     | 0      |
| 2013-2014                | Bologna                  | A                        | 27         | 0          | CI              | -               | -               |                    | -                  | -                  |             | -           | -           | 27     | 0      |
| 2014-2015                | Bologna                  | B                        | 3          | 0          | CI              | -               | -               |                    | -                  | -                  |             | -           | -           | 3      | 0      |
| Totale Bologna           | Totale Bologna           | Totale Bologna           | 108        | 0          |                 | 5               | 0               |                    |                    |                    |             |             |             | 113    | 0      |
| Totale carriera          | Totale carriera          | Totale carriera          | 395        | 16         |                 | 15              | 0               |                    | 9                  | 0                  |             |             |             | 420    | 16     |

### Cronologia presenze e reti in nazionale
| Cronologia completa delle presenze e delle reti in nazionale ― Uruguay | Cronologia completa delle presenze e delle reti in nazionale ― Uruguay | Cronologia completa delle presenze e delle reti in nazionale ― Uruguay | Cronologia completa delle presenze e delle reti in nazionale ― Uruguay | Cronologia completa delle presenze e delle reti in nazionale ― Uruguay | Cronologia completa delle presenze e delle reti in nazionale ― Uruguay | Cronologia completa delle presenze e delle reti in nazionale ― Uruguay | Cronologia completa delle presenze e delle reti in nazionale ― Uruguay |
| Data                                                                   | Città                                                                  | In casa                                                                | Risultato                                                              | Ospiti                                                                 | Competizione                                                           | Reti                                                                   | Note                                                                   |
| ---------------------------------------------------------------------- | ---------------------------------------------------------------------- | ---------------------------------------------------------------------- | ---------------------------------------------------------------------- | ---------------------------------------------------------------------- | ---------------------------------------------------------------------- | ---------------------------------------------------------------------- | ---------------------------------------------------------------------- |
| 14-7-2001                                                              | Medellín                                                               | Bolivia                                                                | 0 – 1                                                                  | Uruguay                                                                | Coppa America 2001 - 1º turno                                          | -                                                                      |                                                                        |
| 17-7-2001                                                              | Medellín                                                               | Uruguay                                                                | 1 – 1                                                                  | Costa Rica                                                             | Coppa America 2001 - 1º turno                                          | -                                                                      |                                                                        |
| 20-7-2001                                                              | Medellín                                                               | Uruguay                                                                | 0 – 1                                                                  | Honduras                                                               | Coppa America 2001 - 1º turno                                          | -                                                                      | 70’                                                                    |
| 23-7-2001                                                              | Armenia                                                                | Costa Rica                                                             | 1 – 2                                                                  | Uruguay                                                                | Coppa America 2001 - Quarti di finale                                  | -                                                                      |                                                                        |
| 25-7-2001                                                              | Pereira                                                                | Messico                                                                | 2 – 1                                                                  | Uruguay                                                                | Coppa America 2001 - Semifinale                                        | -                                                                      | 90’                                                                    |
| 29-7-2001                                                              | Bogotà                                                                 | Uruguay                                                                | 2 – 2 dts (4 – 5 dtr)                                                  | Honduras                                                               | Coppa America 2001 - Finale 3º posto                                   | -                                                                      |                                                                        |
| 4-9-2001                                                               | Lima                                                                   | Perù                                                                   | 0 – 2                                                                  | Uruguay                                                                | Qual. Mondiali 2002                                                    | -                                                                      | 88’                                                                    |
| 7-11-2001                                                              | Quito                                                                  | Ecuador                                                                | 1 – 1                                                                  | Uruguay                                                                | Qual. Mondiali 2002                                                    | -                                                                      | 84’                                                                    |
| 17-4-2002                                                              | Milano                                                                 | Italia                                                                 | 1 – 1                                                                  | Uruguay                                                                | Amichevole                                                             | -                                                                      | 66’                                                                    |
| 16-5-2002                                                              | Shenyang                                                               | Cina                                                                   | 0 – 2                                                                  | Uruguay                                                                | Amichevole                                                             | -                                                                      | 82’                                                                    |
| 21-5-2002                                                              | Singapore                                                              | Singapore                                                              | 0 – 2                                                                  | Uruguay                                                                | Amichevole                                                             | -                                                                      | 54’                                                                    |
| 10-7-2004                                                              | Chiclayo                                                               | Uruguay                                                                | 2 – 1                                                                  | Ecuador                                                                | Coppa America 2004 - 1º turno                                          | -                                                                      | 68’                                                                    |
| 13-7-2004                                                              | Piura                                                                  | Argentina                                                              | 4 – 2                                                                  | Uruguay                                                                | Coppa America 2004 - 1º turno                                          | -                                                                      | 55’                                                                    |
| 18-7-2004                                                              | Tacna                                                                  | Paraguay                                                               | 1 – 3                                                                  | Uruguay                                                                | Coppa America 2004 - Quarti di finale                                  | -                                                                      | 69’                                                                    |
| 21-7-2004                                                              | Lima                                                                   | Brasile                                                                | 1 – 1 dts (5 – 3 dtr)                                                  | Uruguay                                                                | Coppa America 2004 - Semifinale                                        | -                                                                      | 80’                                                                    |
| 5-9-2004                                                               | Montevideo                                                             | Uruguay                                                                | 1 – 0                                                                  | Ecuador                                                                | Qual. Mondiali 2006                                                    | -                                                                      | 78’                                                                    |
| 9-10-2004                                                              | Buenos Aires                                                           | Argentina                                                              | 4 – 2                                                                  | Uruguay                                                                | Qual. Mondiali 2006                                                    | -                                                                      | 55’                                                                    |
| 4-6-2005                                                               | Maracaibo                                                              | Venezuela                                                              | 1 – 1                                                                  | Uruguay                                                                | Qual. Mondiali 2006                                                    | -                                                                      | 70’                                                                    |
| 7-6-2005                                                               | Lima                                                                   | Perù                                                                   | 0 – 0                                                                  | Uruguay                                                                | Qual. Mondiali 2006                                                    | -                                                                      | 32’                                                                    |
| 17-8-2005                                                              | Gijón                                                                  | Spagna                                                                 | 2 – 0                                                                  | Uruguay                                                                | Amichevole                                                             | -                                                                      | 78’                                                                    |
| 4-9-2005                                                               | Montevideo                                                             | Uruguay                                                                | 3 – 2                                                                  | Colombia                                                               | Qual. Mondiali 2006                                                    | -                                                                      | Ammonizione                                                            |
| 12-11-2005                                                             | Montevideo                                                             | Uruguay                                                                | 1 – 0                                                                  | Australia                                                              | Qual. Mondiali 2006                                                    | -                                                                      |                                                                        |
| 1-3-2006                                                               | Liverpool                                                              | Inghilterra                                                            | 2 – 1                                                                  | Uruguay                                                                | Amichevole                                                             | -                                                                      | 88’                                                                    |
| 21-5-2006                                                              | East Rutherford                                                        | Uruguay                                                                | 1 – 0                                                                  | Irlanda del Nord                                                       | Amichevole                                                             | -                                                                      |                                                                        |
| 23-5-2006                                                              | Los Angeles                                                            | Uruguay                                                                | 2 – 0                                                                  | Romania                                                                | Amichevole                                                             | -                                                                      | 72’                                                                    |
| 24-3-2007                                                              | Seul                                                                   | Corea del Sud                                                          | 0 – 2                                                                  | Uruguay                                                                | Amichevole                                                             | -                                                                      |                                                                        |
| 2-6-2007                                                               | Sydney                                                                 | Australia                                                              | 1 – 2                                                                  | Uruguay                                                                | Amichevole                                                             | -                                                                      | 46’                                                                    |
| 26-6-2007                                                              | Mérida                                                                 | Uruguay                                                                | 0 – 3                                                                  | Perù                                                                   | Coppa America 2007 - 1º turno                                          | -                                                                      |                                                                        |
| 30-6-2007                                                              | San Cristóbal                                                          | Uruguay                                                                | 1 – 0                                                                  | Bolivia                                                                | Coppa America 2007 - 1º turno                                          | -                                                                      |                                                                        |
| 3-7-2007                                                               | Mérida                                                                 | Venezuela                                                              | 0 – 0                                                                  | Uruguay                                                                | Coppa America 2007 - 1º turno                                          | -                                                                      |                                                                        |
| 7-7-2007                                                               | San Cristóbal                                                          | Venezuela                                                              | 1 – 4                                                                  | Uruguay                                                                | Coppa America 2007 - Quarti di finale                                  | -                                                                      |                                                                        |
| 10-7-2007                                                              | Maracaibo                                                              | Uruguay                                                                | 2 – 2 (4 – 5 dtr)                                                      | Brasile                                                                | Coppa America 2007 - Semifinale                                        | -                                                                      | 74’ 75’                                                                |
| 13-10-2007                                                             | Montevideo                                                             | Uruguay                                                                | 5 – 0                                                                  | Bolivia                                                                | Qual. Mondiali 2010                                                    | -                                                                      |                                                                        |
| 17-10-2007                                                             | Asunción                                                               | Paraguay                                                               | 1 – 0                                                                  | Uruguay                                                                | Qual. Mondiali 2010                                                    | -                                                                      | 50’ 68’                                                                |
| 18-11-2007                                                             | Montevideo                                                             | Uruguay                                                                | 2 – 2                                                                  | Cile                                                                   | Qual. Mondiali 2010                                                    | -                                                                      | 46’                                                                    |
| 6-2-2008                                                               | Montevideo                                                             | Uruguay                                                                | 2 – 2                                                                  | Colombia                                                               | Amichevole                                                             | -                                                                      | 46’                                                                    |
| 14-6-2008                                                              | Montevideo                                                             | Uruguay                                                                | 1 – 1                                                                  | Venezuela                                                              | Qual. Mondiali 2010                                                    | -                                                                      |                                                                        |
| 17-6-2008                                                              | Montevideo                                                             | Uruguay                                                                | 6 – 0                                                                  | Perù                                                                   | Qual. Mondiali 2010                                                    | -                                                                      | 69’                                                                    |
| 20-8-2008                                                              | Sapporo                                                                | Giappone                                                               | 1 – 3                                                                  | Uruguay                                                                | Kirin Cup                                                              | -                                                                      | 69’                                                                    |
| 11-10-2008                                                             | Buenos Aires                                                           | Argentina                                                              | 2 – 1                                                                  | Uruguay                                                                | Qual. Mondiali 2010                                                    | -                                                                      | 85’                                                                    |
| 28-3-2009                                                              | Montevideo                                                             | Uruguay                                                                | 2 – 0                                                                  | Paraguay                                                               | Qual. Mondiali 2010                                                    | -                                                                      |                                                                        |
| 1-4-2009                                                               | Santiago del Cile                                                      | Cile                                                                   | 0 – 0                                                                  | Uruguay                                                                | Qual. Mondiali 2010                                                    | -                                                                      | 18’ 41’                                                                |
| 6-6-2009                                                               | Montevideo                                                             | Uruguay                                                                | 0 – 4                                                                  | Brasile                                                                | Qual. Mondiali 2010                                                    | -                                                                      | 46’                                                                    |
| 10-6-2009                                                              | Puerto Ordaz                                                           | Venezuela                                                              | 2 – 2                                                                  | Uruguay                                                                | Qual. Mondiali 2010                                                    | -                                                                      | 90+1’                                                                  |
| 9-9-2009                                                               | Montevideo                                                             | Uruguay                                                                | 3 – 1                                                                  | Colombia                                                               | Qual. Mondiali 2010                                                    | -                                                                      | 50’                                                                    |
| 10-10-2009                                                             | Quito                                                                  | Ecuador                                                                | 1 – 2                                                                  | Uruguay                                                                | Qual. Mondiali 2010                                                    | -                                                                      | 73’                                                                    |
| 14-10-2009                                                             | Montevideo                                                             | Uruguay                                                                | 0 – 1                                                                  | Argentina                                                              | Qual. Mondiali 2010                                                    | -                                                                      | 37’                                                                    |
| 18-11-2009                                                             | Montevideo                                                             | Uruguay                                                                | 1 – 1                                                                  | Costa Rica                                                             | Qual. Mondiali 2010                                                    | -                                                                      | 32’                                                                    |
| 3-3-2010                                                               | San Gallo                                                              | Svizzera                                                               | 1 – 3                                                                  | Uruguay                                                                | Amichevole                                                             | -                                                                      |                                                                        |
| 26-5-2010                                                              | Montevideo                                                             | Uruguay                                                                | 4 – 1                                                                  | Israele                                                                | Amichevole                                                             | -                                                                      | 62’                                                                    |
| 11-6-2010                                                              | Città del Capo                                                         | Uruguay                                                                | 0 – 0                                                                  | Francia                                                                | Mondiali 2010 - 1º turno                                               | -                                                                      | 88’                                                                    |
| 16-6-2010                                                              | Pretoria                                                               | Sudafrica                                                              | 0 – 3                                                                  | Uruguay                                                                | Mondiali 2010 - 1º turno                                               | -                                                                      | 90’                                                                    |
| 22-6-2010                                                              | Rustenburg                                                             | Messico                                                                | 0 – 1                                                                  | Uruguay                                                                | Mondiali 2010 - 1º turno                                               | -                                                                      |                                                                        |
| 26-6-2010                                                              | Port Elizabeth                                                         | Uruguay                                                                | 2 – 1                                                                  | Corea del Sud                                                          | Mondiali 2010 - Ottavi di finale                                       | -                                                                      |                                                                        |
| 2-7-2010                                                               | Johannesburg                                                           | Uruguay                                                                | 1 – 1 dts (4 – 2 dtr)                                                  | Ghana                                                                  | Mondiali 2010 - Quarti di finale                                       | -                                                                      | 59’                                                                    |
| 6-7-2010                                                               | Città del Capo                                                         | Uruguay                                                                | 2 – 3                                                                  | Paesi Bassi                                                            | Mondiali 2010 - Semifinale                                             | -                                                                      | 84’                                                                    |
| 10-7-2010                                                              | Port Elizabeth                                                         | Uruguay                                                                | 2 – 3                                                                  | Germania                                                               | Mondiali 2010 - Finale 3º posto                                        | -                                                                      | 61’ 77’                                                                |
| 11-8-2010                                                              | Lisbona                                                                | Angola                                                                 | 0 – 2                                                                  | Uruguay                                                                | Amichevole                                                             | -                                                                      | 46’                                                                    |
| 8-10-2010                                                              | Giacarta                                                               | Indonesia                                                              | 1 – 7                                                                  | Uruguay                                                                | Amichevole                                                             | -                                                                      | 46’                                                                    |
| 12-10-2010                                                             | Wuhan                                                                  | Cina                                                                   | 0 – 4                                                                  | Uruguay                                                                | Amichevole                                                             | -                                                                      | 64’                                                                    |
| 25-3-2011                                                              | Tallinn                                                                | Estonia                                                                | 2 – 0                                                                  | Uruguay                                                                | Amichevole                                                             | -                                                                      | 66’                                                                    |
| 29-3-2011                                                              | Dublino                                                                | Irlanda                                                                | 2 – 3                                                                  | Uruguay                                                                | Amichevole                                                             | -                                                                      | 90’                                                                    |
| 8-6-2011                                                               | Montevideo                                                             | Uruguay                                                                | 1 – 1 (4 – 3 dtr)                                                      | Paesi Bassi                                                            | Amichevole                                                             | -                                                                      | 24’ 64’                                                                |
| 23-6-2011                                                              | Rivera                                                                 | Uruguay                                                                | 3 – 0                                                                  | Estonia                                                                | Amichevole                                                             | -                                                                      | 60’                                                                    |
| 4-7-2011                                                               | San Juan                                                               | Uruguay                                                                | 1 – 1                                                                  | Perù                                                                   | Coppa America 2011 - 1º turno                                          | -                                                                      |                                                                        |
| 8-7-2011                                                               | Mendoza                                                                | Uruguay                                                                | 1 – 1                                                                  | Cile                                                                   | Coppa America 2011 - 1º turno                                          | -                                                                      |                                                                        |
| 12-7-2011                                                              | La Plata                                                               | Uruguay                                                                | 1 – 0                                                                  | Messico                                                                | Coppa America 2011 - 1º turno                                          | -                                                                      |                                                                        |
| 16-7-2011                                                              | Santa Fe                                                               | Argentina                                                              | 1 – 1 dts (4 – 5 dtr)                                                  | Uruguay                                                                | Coppa America 2011 - Quarti di finale                                  | 1                                                                      | 3’, 38’                                                                |
| 24-7-2011                                                              | Buenos Aires                                                           | Uruguay                                                                | 3 – 0                                                                  | Paraguay                                                               | Coppa America 2011 - Finale                                            | -                                                                      | 24’ 70’                                                                |
| 2-9-2011                                                               | Charkiv                                                                | Ucraina                                                                | 2 – 3                                                                  | Uruguay                                                                | Amichevole                                                             | -                                                                      | 63’                                                                    |
| 7-10-2011                                                              | Montevideo                                                             | Uruguay                                                                | 4 – 2                                                                  | Bolivia                                                                | Qual. Mondiali 2014                                                    | -                                                                      |                                                                        |
| 11-10-2011                                                             | Asunción                                                               | Paraguay                                                               | 1 – 1                                                                  | Uruguay                                                                | Qual. Mondiali 2014                                                    | -                                                                      | 58’                                                                    |
| 11-11-2011                                                             | Montevideo                                                             | Uruguay                                                                | 4 – 0                                                                  | Cile                                                                   | Qual. Mondiali 2014                                                    | -                                                                      |                                                                        |
| 15-11-2011                                                             | Roma                                                                   | Italia                                                                 | 0 – 1                                                                  | Uruguay                                                                | Amichevole                                                             | -                                                                      | 50’                                                                    |
| 25-5-2012                                                              | Mosca                                                                  | Russia                                                                 | 1 – 1                                                                  | Uruguay                                                                | Amichevole                                                             | -                                                                      | 77’                                                                    |
| 2-6-2012                                                               | Montevideo                                                             | Uruguay                                                                | 1 – 1                                                                  | Venezuela                                                              | Qual. Mondiali 2014                                                    | -                                                                      | 10’ 73’                                                                |
| 10-6-2012                                                              | Montevideo                                                             | Uruguay                                                                | 4 – 2                                                                  | Perù                                                                   | Qual. Mondiali 2014                                                    | -                                                                      |                                                                        |
| 15-8-2012                                                              | Le Havre                                                               | Francia                                                                | 0 – 0                                                                  | Uruguay                                                                | Amichevole                                                             | -                                                                      | 83’ 85’                                                                |
| 7-9-2012                                                               | Barranquilla                                                           | Colombia                                                               | 4 – 0                                                                  | Uruguay                                                                | Qual. Mondiali 2014                                                    | -                                                                      |                                                                        |
| 11-9-2012                                                              | Montevideo                                                             | Uruguay                                                                | 1 – 1                                                                  | Ecuador                                                                | Qual. Mondiali 2014                                                    | -                                                                      | 59’                                                                    |
| 6-2-2013                                                               | Doha                                                                   | Spagna                                                                 | 3 – 1                                                                  | Uruguay                                                                | Amichevole                                                             | -                                                                      | 65’                                                                    |
| 22-3-2013                                                              | Montevideo                                                             | Uruguay                                                                | 1 – 1                                                                  | Paraguay                                                               | Qual. Mondiali 2014                                                    | -                                                                      | 44’ 46’                                                                |
| 11-6-2013                                                              | Puerto Ordaz                                                           | Venezuela                                                              | 0 – 1                                                                  | Uruguay                                                                | Qual. Mondiali 2014                                                    | -                                                                      | 73’ 76’                                                                |
| 16-6-2013                                                              | Recife                                                                 | Spagna                                                                 | 2 – 1                                                                  | Uruguay                                                                | Conf. Cup 2013 - 1º turno                                              | -                                                                      | 69’                                                                    |
| 23-6-2013                                                              | Recife                                                                 | Uruguay                                                                | 8 – 0                                                                  | Tahiti                                                                 | Conf. Cup 2013 - 1º turno                                              | 1                                                                      | cap. 84’                                                               |
| 30-6-2013                                                              | Salvador                                                               | Uruguay                                                                | 2 – 2 dts (4 – 5 dtr)                                                  | Italia                                                                 | Conf. Cup 2013 - Finale 3º posto                                       | -                                                                      | 106’                                                                   |
| 15-10-2013                                                             | Montevideo                                                             | Uruguay                                                                | 3 – 2                                                                  | Argentina                                                              | Qual. Mondiali 2014                                                    | -                                                                      | 46’                                                                    |
| 5-3-2014                                                               | Klagenfurt am Wörthersee                                               | Austria                                                                | 1 – 1                                                                  | Uruguay                                                                | Amichevole                                                             | -                                                                      | 46’                                                                    |
| 30-5-2014                                                              | Montevideo                                                             | Uruguay                                                                | 1 – 0                                                                  | Irlanda del Nord                                                       | Amichevole                                                             | -                                                                      | 74’                                                                    |
| Totale                                                                 |                                                                        | Presenze                                                               | 89                                                                     |                                                                        | Reti                                                                   | 2                                                                      |                                                                        |

## Palmarès

### Club
- Copa Artigas: 1

Defensor Sporting: 2000

### Nazionale
- Coppa America: 1

2011